# Gabriel Ochoa Uribe
Gabriel Ochoa Uribe (Sopetrán, 20 november 1929 - Cali, 8 augustus 2020) was een profvoetballer uit Colombia, die speelde als doelman. Na zijn actieve carrière stapte hij het trainersvak in en groeide hij uit tot Colombia's succesvolste clubcoach uit de geschiedenis. Hij had gedurende zijn loopbaan tweemaal het Colombiaans voetbalelftal onder zijn hoede: in 1963 en 1985.

## Clubcarrière
Ochoa Uribe begon zijn carrière in 1946 op 17-jarige leeftijd. Zijn eerste club was América de Cali. In 1949 sloot hij zich aan bij CD Los Millonarios, met wie hij vier landskampioenschappen won. De legendarische Alfredo Di Stéfano was een van zijn ploeggenoten destijds. In 1955 maakte hij een uitstapje naar het Braziliaanse America FC uit Rio de Janeiro, om in 1956 terug te keren bij Millonarios. Daar speelde hij tot 1958, waarna hij trainer-coach werd van de club.

## Trainerscarrière
Tijdens zijn eerste periode als coach van Millonarios leidde Ochoa Uribe de club naar vier landstitels. Daarna leidde hij kortstondig (1963) de Colombiaanse nationale ploeg, gevolgd door een verblijf bij Independiente Santa Fe, die hij eveneens kampioen maakte en als eerste Colombiaanse club naar de halve finales leidde van de strijd om de Copa Libertadores.
Ochoa Uribe keerde in 1970 terug naar Millonarios. Hij won daar in 1972 opnieuw de landstitel. In 1979 stapte hij over naar América de Cali, en leidde deze club naar zeven landskampioenschappen en driemaal op rij naar de finale van de Copa Libertadores: 1985, 1986 en 1987. Ochoa Uribe nam afscheid van het betaalde voetbal in 1991.

## Erelijst

### Speler
Millonarios
- Colombiaans landskampioen

1949, 1951, 1952, 1953
- Colombiaans bekerwinnaar

1953
 America FC (RJ)
- Kampioenschap van Rio de Janeiro

Vicekampioen 1955

### Trainer
Millonarios
- Colombiaans landskampioen

1959, 1961, 1962, 1963, 1964, 1972
 Santa Fe
- Colombiaans landskampioen

1966
 América de Cali
- Colombiaans landskampioen

1979, 1982, 1983, 1984, 1985, 1986, 1990